# 8 1/2 (バンド)
8 1/2（ハッカニブンノイチ、ハッカとも）は、日本のパンク・ロックバンドである。

## 概要
六本木のS-KENスタジオを中心に活動した「東京ロッカーズ」の一員でもあり、また渋谷区のロック喫茶「ナイロン100%」（1986年閉店）でも看板バンドとして活動した、日本のニュー・ウェイヴ・バンドのひとつ。バンド名の由来はフェデリコ・フェリーニ監督による1963年の映画『8 1/2』より。
バンドメンバーの泉水敏郎と中嶋一徳らが結成した「WINK」が1978年に改名し、「8 1/2」となった。
「踊れない」などいくつかの曲は、このバンドの追っかけをしていた当時のアイドルである戸川純がカヴァーしている。それらの曲はその後、ライヴにおける戸川の持ち歌となっている。

## 略歴
1978年に千葉で結成。結成当初はボーカル、ギター、ベース、ドラムスの4人構成であったが、程なくギターが抜けてキーボードの上野耕路が加入。キーボードを前面に出した上野の音楽性によって、バンドのサウンドに独自性がもたらされた。
その後、中嶋の脱退（後に自殺に参加）やハルメンズへの参加のために上野、泉水が脱退するなど幾つかのメンバーチェンジを繰り返す。
1980年3月、解散。

## メンバー
久保田慎吾
ボーカル担当。
バンド解散後、1980年に鈴木智文とバンド「PRICE」を結成。 1999年より上野耕路とのユニット「捏造と贋作」として活動。
上野耕路
キーボード担当。
バンド解散後、泉水敏郎とともに、佐伯健三ら少年ホームランズのメンバーとハルメンズを結成。ハルメンズ解散後、8 1/2のファンであった戸川純、千葉時代から交流のあった太田蛍一の3人で「ゲルニカ」を結成。1999年より久保田真吾とのユニット「捏造と贋作」でも活動。
中島一徳
ベース担当。
脱退後、バンド「自殺」「THE FOOLS」「TEARDROPS」などに参加。THE BREAKERSにも関わっていた。
谷嶋ちから
ベース担当。
小森敏明
ギター担当。
鈴木智文
ギター 担当。
バンド解散後、1980年に久保田慎吾とバンド「PRICE」を結成。1982年、野宮真貴と中原信雄と共に音楽ユニット「ポータブル・ロック」を結成。
泉水敏郎
ドラムス担当。同時期にヒカシューにも在籍していた。
バンド解散後、上野耕路とともにハルメンズを結成。ハルメンズ解散後、ゲルニカ活動休止中の戸川をボーカルとして結成された「YAPOOS」に参加。

## ディスコグラフィー
- 『東京ニュー・ウェイヴ79'』（ビクター 1979年。V.A.、3曲のみ収録。2002年に再発）
- 『メモアール』(8 1/2の100%レコードから発売されたソノシート[注 1]。 1980年）
- 『8 1/2』（VIVID 1985年）
  1. 少年たち
  2. ジュリーにお願い
  3. 踊れない
  4. 上海特急
  5. キネマの夜
  6. ナルシスティック
  7. その絵を踏むな
  8. ベッドルームクイーン
  9. 戒厳令
  10. メモアール